# لس کچاپ
لس کچاپ (به اسپانیایی: Las Ketchup) گروه موسیقی اسپانیایی است. اعضای لس کچاپ ۳ خواهر به‌نام‌های لولا، لوسیا و پیلار مونیز بودند. پدر آن‌ها یک گیتاریست فلامنکو و از اهالی کوردوبا بود.
اولین آلبوم استودیویی آن‌ها با نام دختران گوجه‌فرنگی در سال ۲۰۰۲ منتشر شد. ابتدا به‌نظر می‌رسید با توجه به نام گروه و نام آلبوم کسی آن‌ها را جدی نخواهد گرفت، اما پس از آن‌که جایگاه نخست چارت‌های موسیقی لاتین مجلهٔ بیلبورد را فتح کردند و نامزد جایزه گرمی شدند، منتقدان و مخاطبان دربرداشت اولیه‌شان تجدید نظر کردند. دختران گوجه‌فرنگی بیش از ۱۲ میلیون نسخه فروش داشت و آهنگ «آسِرِه» از آن آلبوم هم با فروش بیش از ۷ میلیون نسخه باعث شهرت جهانی لس کچاپ شد.
لس کچاپ در مسابقه آواز یوروویژن ۲۰۰۶ نماینده اسپانیا بودند.